# Hank Williams Jr.

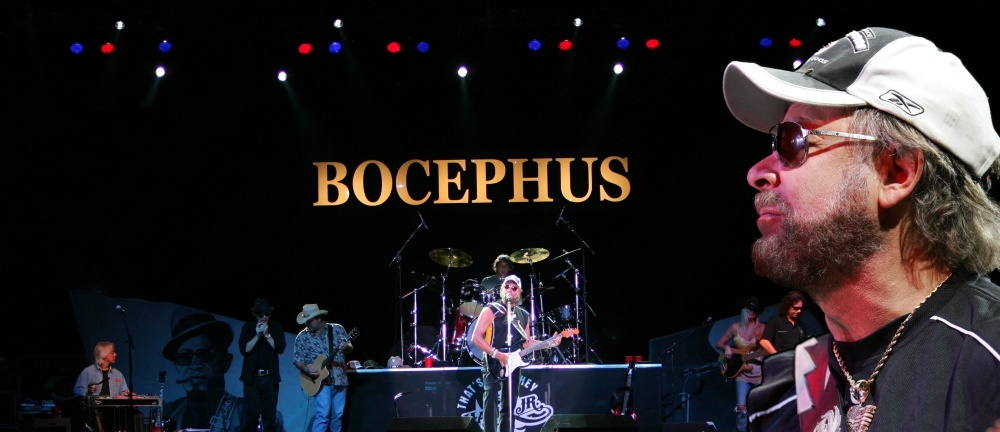
Hank Williams, Jr. 2008

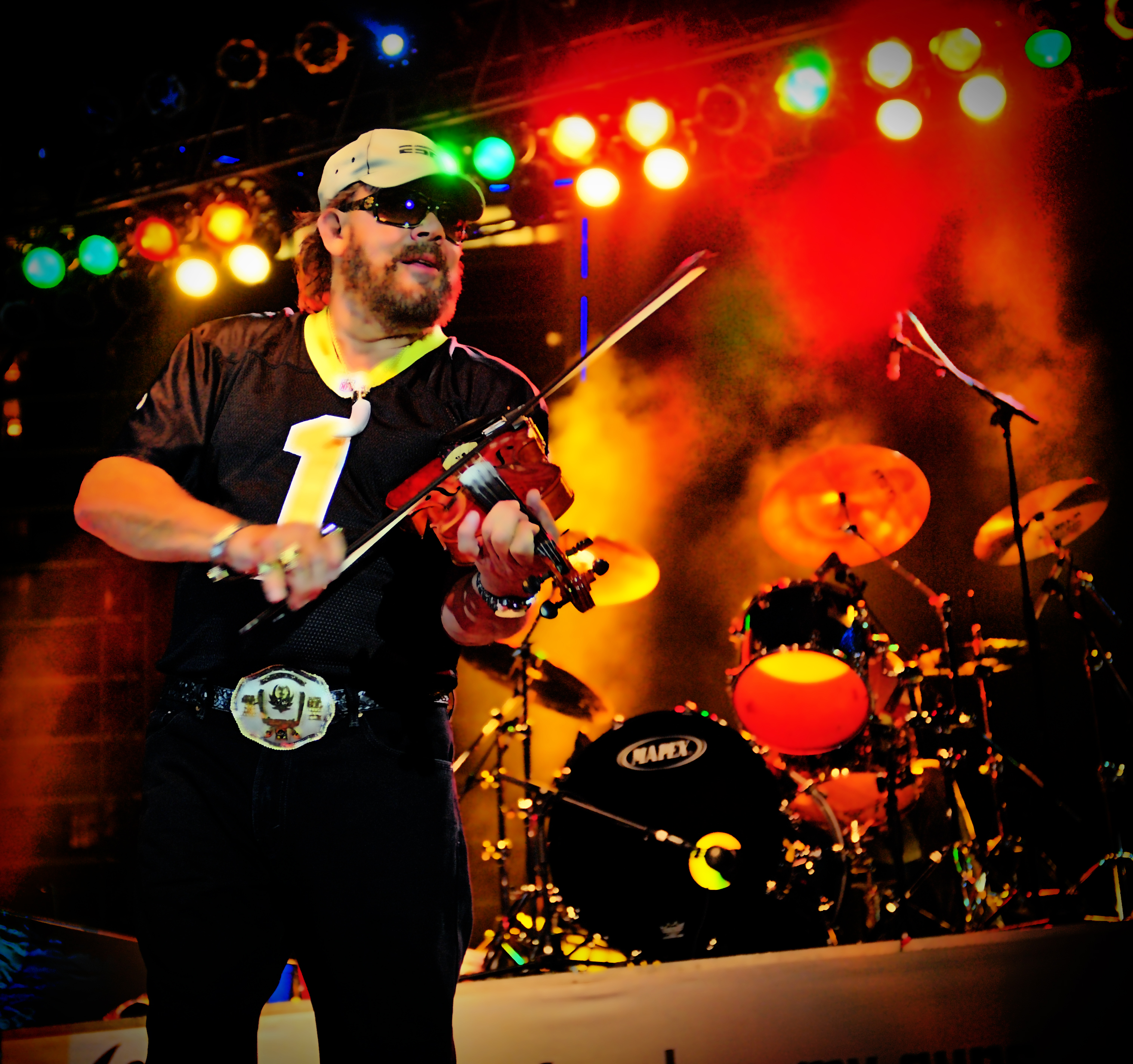
Hank Williams, Jr. uppträder i Atmore, Kalifornien.

Randall Hank Williams Jr., född 26 maj 1949 i Shreveport, Louisiana, är en amerikansk countrymusiker. Han är son till Hank Williams och far till Hank Williams III, Holly Williams, Hilary Williams, Sam Williams samt Katherine Williams-Dunning (död i bilolycka 13 juni 2020).

## Diskografi (urval)
Album
- 1964 – Hank Williams, Jr. Sings the Songs of Hank Williams
- 1964 – Your Cheatin' Heart
- 1964 – Connie Francis and Hank Williams, Jr. Sing Great Country Favorites
- 1965 – Father & Son
- 1965 – Ballads of the Hills and Plains
- 1966 – Blues My Name
- 1966 – Country Shadows
- 1966 – Hank Williams/Hank Williams, Jr. Again
- 1967 – My Own Way
- 1967 – A Time to Sing
- 1969 – Luke the Drifter, Jr.
- 1969 – Songs My Father Left Me
- 1969 – Luke the Drifter, Jr. Vol. 2
- 1969 – Live at Cobo Hall
- 1970 – Hank Williams, Jr. Singing My Songs (Johnny Cash)
- 1970 – Removing the Shadow
- 1971 – All for the Love of Sunshine
- 1971 – I've Got a Right to Cry
- 1972 – Eleven Roses
- 1972 – Send Me Lovin' and a Whole Lotta Loving
- 1973 – The Legend of Hank Williams in Song and Story
- 1973 – After You, Pride's Not Hard to Swallow
- 1974 – The Last Love Song
- 1974 – Living Proof
- 1974 – Insights into Hank Williams in Song and Story
- 1975 – Bocephus
- 1975 – Hank Williams, Jr. and Friends
- 1977 – One Night Stands
- 1977 – The New South
- 1979 – Family Tradition
- 1979 – Whiskey Bent and Hell Bound
- 1980 – Habits Old and New
- 1981 – Rowdy
- 1981 – The Pressure Is On
- 1982 – High Notes
- 1983 – Strong Stuff
- 1983 – Man of Steel
- 1984 – Major Moves
- 1985 – Five-O
- 1986 – Montana Cafe
- 1987 – Hank Live
- 1987 – Born to Boogie
- 1988 – Wild Streak
- 1990 – Lone Wolf
- 1991 – Pure Hank
- 1992 – Maverick
- 1993 – Out of Left Field
- 1995 – Hog Wild
- 1996 – A.K.A. Wham Bam Sam
- 1996 – Three Hanks: Men with Broken Hearts
- 1999 – Stormy
- 2002 – The Almeria Club Recordings
- 2003 – I'm One of You
- 2009 – 127 Rose Avenue
- 2012 – Old School New Rules
- 2016 – It's About Time